# Cochenour
Cochenour est une localité canadienne située dans la municipalité de Red Lake dans le district de Kenora en Ontario.

## Situation
Cochenour est situé à 7 kilomètres au nord de la ville de Red Lake.
Le village est desservi par l'aéroport de Red Lake, et par la Route 125.

## Toponymie
Le nom de la localité rend hommage aux frères Edward (Ed) et William (Bill) Cochenour, qui ont prospecté dans la région au milieu des années 1920 et formé en 1928 un syndicat minier, le Syndicat Cochenour-Willans. Les deux frères ont notamment ouvert une mine d'or en 1939, ce qui a entraîné le développement de la communauté.

## Annexe